# Margareta Sandberg-Hög
Ester Margareta Sandberg-Hög, född Sandberg 8 juli 1924 i Karlsborg, död där 4 juni 2016, var en svensk målare och textilkonstnär.
Hon var dotter till disponenten Esaias Sandberg och Jenny Karlsson. Sandberg-Hög var även brorsdotter till Aron och Gustaf Sandberg. Hon studerade vävning och textilkonst för Barbro Nilsson vid Konstfackskolan samt teckning och akvarellteknik vid Grünewalds målarskola i Stockholm. Därefter blev det ett antal studieresor till bland annat Tyskland, Italien och Frankrike och 1969 studerade hon måleri vid Werkkunst-Schule i Hannover. Separat debuterade hon med en utställning på Gävle museum 1957 som senare följdes av separatutställningar i bland annat Stockholm, Laxå, Karlsborg, Bollnäs, Raumo i Finland och i Hannover i Tyskland. Tillsammans med Juho Suni och Johnny Mattsson ställde hon ut i Visby och hon medverkade i några av Länsutställningarna i Gävle. Bland hennes offentliga arbeten märks en textil väggdekoration för Sundsvallsbanken i Söderhamn, en ridå till Centralskolan i Karlsborg, ryamattor för Tobaksmonopolet, Riksbanken i Gävle och stadshuset i Raumo, Finland, ett predikstolskläde till Missionskyrkan i Valbo och en stor vävnad för Garnisonskyrkan i Karlsborg. Under 1950-talet fick hon en tapetkollektion med stiliserade mönster upptryckt hos Duro som senare prisbelönades. Hennes konst består av stilleben och landskap utförda i olja, pastell, träsnitt eller akvarell samt kyrkliga vävnader och applikationer. Vid sidan av sitt eget skapande var hon under några år verksam som textillärare i Högbo och i Sandvikens kommun undervisade hon i textil fackteckning.